# Mexitettix cami
Mexitettix cami är en insektsart som beskrevs av Otte, D. 2007. Mexitettix cami ingår i släktet Mexitettix och familjen gräshoppor. Inga underarter finns listade i Catalogue of Life.